# Chelidonopsis hirundo
Chelidonopsis hirundo е вид мида от семейство Iridinidae. Видът не е застрашен от изчезване.

## Разпространение
Разпространен е в Ангола, Демократична република Конго и Централноафриканска република.